# Cet été-là (film)
Cet article concerne film de 2013. Pour le téléfilm français diffusé en 2009, voir Cet été-là (téléfilm). Pour les autres œuvres du même titre, voir Cet été-là.
Pour plus de détails, voir Fiche technique et Distribution.
Cet été-là (The Way, Way Back) est une comédie dramatique américaine réalisée par Nat Faxon et Jim Rash, sortie en 2013.
Le film suit Duncan, un jeune garçon renfermé et mal dans sa peau. Pour lui, l’été ne s’annonçait pas terrible, coincé entre sa mère, Pam, le compagnon très autoritaire de celle-ci, Trent, et sa fille Steph. Mais heureusement, il y a aussi Owen, le directeur du parc de loisirs Water Wizz. Grâce à son amitié pleine de surprises et de spontanéité, Duncan va peu à peu s’ouvrir aux autres. Cet été-là, Duncan ne l’oubliera jamais…
Elle a été présentée au Festival de Sundance 2013. Ce long-métrage est la seconde collaboration (et la première réalisation) de Nat Faxon et Jim Rash après The Descendants, film pour lequel ils ont remporté en 2012 l'Oscar du meilleur scénario adapté.

## Synopsis
Duncan est un adolescent timide de quatorze ans, contraint de suivre sa mère Pam et le petit ami de cette dernière, Trent, accompagné de sa fille Steph, pour passer les vacances d'été dans une petite ville balnéaire à Cap Cod. Toutefois, Trent ne cesse de faire des commentaires déplacés et grossiers envers Duncan, instaurant une relation frisant l'abus psychologique.
Afin de tromper son ennui et de s'éloigner de Trent qu'il déteste, Duncan enfourche un vélo trouvé dans le garage du bungalow et se rend à Water Wizz, un parc aquatique. Il y rencontre Owen, un employé décontracté. Ce dernier, avec qui il se lie d'amitié, le prend sous son aile et l'engage comme homme à tout faire. À son contact et à celui de l'équipe, Duncan prend peu à peu confiance en lui et commence à s'affirmer, notamment auprès de sa voisine qui lui plait, Susanna. Un soir, il affronte en public Trent, qui trompe Pam avec Joan, l'épouse d'un de ses amis.
À la suite de la révélation de l'infidélité, Trent convainc Pam de rester quand même avec lui, mais les vacances sont brutalement écourtées. Lors du départ, Duncan et Susanna échangent leur premier baiser. Duncan a tout juste le temps de passer au parc aquatique dire adieu aux employés. À cette occasion, sa mère découvre qu'il a travaillé au parc, et qu'il a même été nommé employé du mois.

## Fiche technique
Sauf indication contraire, les informations mentionnées dans cette section peuvent être confirmées par la base de données cinématographiques IMDb,  présente dans la section « Liens externes ».
- Titre original : The Way, Way Back
- Titre français : Cet été-là
- Réalisation : Nat Faxon et Jim Rash
- Scénario : Nat Faxon et Jim Rash
- Musique : Rob Simonsen
- Direction artistique : Mark Ricker
- Décors : Jeremy Woodward
- Costumes : Michelle Matland et Ann Roth
- Photographie : John Bailey
- Son : Perry Robertson
- Montage : Tatiana S. Riegel
- Production : Tom Rice et Kevin J. Walsh
- Sociétés de production : OddLot Entertainment, Sycamore Pictures, The Walsh Company, Doubleyou, Inc. et What Just Happened Productions
- Société de distribution : Fox Searchlight Pictures
- Budget : 5 000 000 $[2]
- Pays de production :  États-Unis
- Langue originale : anglais
- Format : couleur - 35 mm - 1,85:1 - son Dolby numérique
- Genre : comédie dramatique
- Durée : 96 minutes
- Dates de sortie [3] :
  - États-Unis : 21 janvier 2013 (festival du film de Sundance) ; 5 juillet 2013 (sortie limitée) ; 26 juillet 2013 (sortie nationale)
  - Québec : 19 juillet 2013
  - France : 27 novembre 2013

## Distribution
- Liam James : Duncan
- Sam Rockwell (VF : Guillaume Lebon) : Owen
- Steve Carell (VF : Constantin Pappas) : Trent
- Toni Collette (VF : Brigitte Bergès) : Pam
- Maya Rudolph (VF : Barbara Delsol) : Caitlyn
- AnnaSophia Robb (VF : Camille Donda) : Susanna
- Amanda Peet (VF : Hélène Bizot) : Joan
- Allison Janney (VF : Marie-Laure Beneston) : Betty
- Rob Corddry (VF : Xavier Fagnon) : Kip
- Nat Faxon  : Roddy
- Jim Rash (VF : Fabien Jacquelin) : Lewis
- River Alexander  : Peter
- Zoe Levin (VF : Joséphine Ropion) : Steph

Source et légende : version française (VF) sur RS Doublage

## Accueil

### Exploitation
Cet été-là est projeté pour la première fois au Festival de Sundance, le 21 janvier 2013. Il est l'un des films présentés à Sundance, cette année-là, à connaître le plus de succès commercial au box-office, en dehors des participants connus et des films nommés aux Oscars l'année précédente. Sorti dans 19 salles, le 5 juillet 2013, le long métrage a dépassé les prévisions avec une moyenne de 30,263 dollars par écran, engrangeant 525 000 dollars de recettes le week-end. Le 15 juillet 2013, il est lancé dans 60 salles supplémentaires, rapportant 1 110 000 dollars. Le film a plus que doublé son budget modeste de 4 600 000 dollars et est considéré comme un succès au box-office.
Distribué dans dix salles en France lors de sa sortie le 27 novembre 2013, le film ne parvient à totaliser que 29 entrées le jour de sa sortie, se classant en huitième position du box-office des films sortis le même jour. Le premier week-end, il enregistre 259 entrées ; pour la première semaine d'exploitation, 394 entrées.

### Critiques
Cet été-là reçoit des critiques positives, obtenant 85 % d'avis favorables sur le site Rotten Tomatoes, sur la base de 164 commentaires collectés, avec une note moyenne de 7,3⁄10, ainsi qu'une moyenne de 67⁄100 sur le site Metacritic, sur la base de 41 commentaires collectés.

### Box-office
| Pays ou région | Box-office   | Date d'arrêt du box-office | Nombre de semaines |
| -------------- | ------------ | -------------------------- | ------------------ |
| États-Unis     | 21 506 546 $ | 21 novembre 2013           | 20                 |
| France         | 486 entrées  | 10 décembre 2013           | 2                  |
| Mondial        | 23 198 652 $ | 21 novembre 2013           | 20                 |

## Distinctions

### Récompenses
- Festival du film de Newport Beach 2013 :
  - Prix du public du meilleur film
  - Prix du public du meilleur film américain

### Nominations et sélections
- Festival du film de Hambourg 2013 : sélection officielle « Art Cinema Award »
- Festival du film de Los Angeles 2013
- Festival du film de Sundance 2013 : sélection hors compétition « Premieres »
- Festival du film de Sydney 2013 : sélection « Special Presentations at the State »
- Washington D.C. Area Film Critics Association Awards 2013 :
  - Meilleur espoir pour Liam James
  - Meilleure distribution
- Critics' Choice Movie Awards 2014 :
  - Meilleur espoir pour Liam James
  - Meilleure comédie
  - Meilleur acteur dans une comédie pour Sam Rockwell